# 5848 Harutoriko
5848 Harutoriko este un asteroid din centura principală de asteroizi.

## Descriere
5848 Harutoriko este un asteroid din centura principală de asteroizi. A fost descoperit pe 30 ianuarie 1990 la Kushiro de Masanori Matsuyama și Kazuro Watanabe. Asteroidul prezintă o orbită caracterizată de o semiaxă mare de 2,66 ua, o excentricitate de 0,16 și o înclinație de 2,8° în raport cu ecliptica.